# Thierry Fischer
Thierry Fischer (28 de setembro de 1957) é um flautista e regente suíço. Atualmente é o regente titular da Orquestra Sinfônica do Estado de São Paulo (OSESP).

## Biografia
Thierry Fischer nasceu na Federação da Rodésia e Niassalândia (Zambia) de pais suíços. Ele estudou flauta com Aurèle Nicolet e começou sua carreira músical como 1º Flautista em Hamburgo e na Opera de Zurique, onde ele estudou partituras musicais com Nikolaus Harnoncourt. Sua carreira de maestro começou por volta dos 30 anos, regendo os primeiros concertos com a Orquestra de Câmara da Europa, onde era 1º flautista depois de Claudio Abbado.
De 1997 a 2001 Fischer foi regente titular da Orquestra de Balé dos Países Baixos(Nederlands Balletorkest). Em 2001, Fischer se tornou regente titular da Orquestra Ulster em Belfast, onde ficou até 2006. Em setembro de 2006 se torna regente titular da Orquestra Sinfônica da BBC (BBC NOW), onde permaneceu até a temporada de 2011-2012 da BBC NOW. Durante este período, regeu nos festivais da BBC Proms todo ano e também fez concertos ao redor do mundo.
Fora da Europa, Fischer foi regente titular da Orquestra Filarmônica de Nagoya de Abril de 2008 até Fevereiro de 2011. Hoje, tem o título de regent convidado da Orquestra Filarmônica de Nagoya. Em Setembro de 2016, a Orquestra Filarmônica de Seul anunciou a contratação de Fischer como regente titular convidado com efetivação em Janeiro de 2017 sob um contrato de 3 anos, inicialmente, que infelizmente parou por aí. Em meados de 2019, a Orquestra Sinfônica do Estado de São Paulo, no Brasil, anunciou a transferência da titularidade de Regente Titular da Orquestra de Marin Alsop para Thierry Fischer, que começou a reger a orquestra oficialmente em 2020.
Nos Estados Unidos, Fischer se tornou diretor musical da Sinfônica de Utah em Setembro de 2009, inicialmente com um contrato de 4 anos. Em fevereiro de 2012, a Sinfônica de Utah anunciou a prorrogação do contrato de Fischer até a temporada de 2015-2016. Em Maio de 2014, a orquestra prorrogou novamente o contrato para a temporada de 2018-2019 e isso se repetiu mais duas vezes, em Maio de 2017 prorrogou-se para a temporada de 2021-2022 e em Maio de 2019 anunciou a prorrogação de seu contrato junto com a conclusão de sua participação como diretor musical na Sinfônica de Utah no término da temporada de 2021-2022.
Em Outubro de 2016, Fischer regeu a OSESP como convidado e em Junho de 2019 a organização da OSESP anunciou a contratação de Fischer como novo Regente Titular, efetivo em 2020 com um contrato inicial que perdura até 2024.
Fischer e sua mulher têm três filhos. A família morava na Suiça, fato que pode ser alterado com a nova contratação no Brasil.